# Estigmene alba
Estigmene alba är en fjärilsart som beskrevs av Rothschild 1910. Estigmene alba ingår i släktet Estigmene och familjen björnspinnare. Inga underarter finns listade i Catalogue of Life.